# Miroslav Marković
Miroslav Marković (Kirin Serbia: Мирослав Марковић, phát âm [mîroslaʋ mǎːrkoʋitɕ, mǐ-, - mǎ-]; born 4 tháng 11 năm 1989) là một cầu thủ bóng đá người Serbia thi đấu ở vị trí tiền đạo cho FC SKA-Khabarovsk.

## Sự nghiệp câu lạc bộ
Anh ký bản hợp đồng 3 năm cùng với FK Dukla Prague vào tháng 6 năm 2011 sau khi ghi 17 bàn ở Czech 2. Liga 2010–11 khi thi đấu theo dạng cho mượn tại Viktoria Žižkov.
Vào tháng 7 năm 2012, Marković đến České Budějovice theo bản hợp đồng cho mượn. Vào tháng 1 năm 2013, anh hoàn tất thương vụ mượn và chuyển đến FC Zbrojovka Brno, ký một bản hợp đồng 2,5 năm.
Ngày 5 tháng 8 năm 2017, anh ký hợp đồng với câu lạc bộ tại Giải bóng đá ngoại hạng Nga FC SKA-Khabarovsk.

### Thống kê sự nghiệp
Tính đến 8 tháng 12 năm 2017
| Câu lạc bộ              | Mùa giải            | Giải vô địch                             | Giải vô địch | Giải vô địch | Cúp     | Cúp       | Châu lục | Châu lục  | Tổng cộng | Tổng cộng |
| Câu lạc bộ              | Mùa giải            | Hạng đấu                                 | Số trận      | Bàn thắng    | Số trận | Bàn thắng | Số trận  | Bàn thắng | Số trận   | Bàn thắng |
| ----------------------- | ------------------- | ---------------------------------------- | ------------ | ------------ | ------- | --------- | -------- | --------- | --------- | --------- |
| Krka                    | 2007–08             | 2. SNL                                   | 13           | 0            | 0       | 0         | –        | –         | 13        | 0         |
| Baník Ostrava           | 2008–09             | Czech First League                       | 5            | 0            | 0       | 0         | 0        | 0         | 5         | 0         |
| Čáslav                  | 2009–10             | 2. liga                                  | 16           | 4            | 0       | 0         | –        | –         | 16        | 4         |
| Vlašim                  | 2009–10             | 2. liga                                  | 12           | 2            | 0       | 0         | –        | –         | 12        | 2         |
| Viktoria Žižkov         | 2010–11             | 2. liga                                  | 26           | 17           | 0       | 0         | –        | –         | 26        | 17        |
| Dukla Prague            | 2011–12             | Czech First League                       | 14           | 2            | 0       | 0         | –        | –         | 14        | 2         |
| Ružomberok              | 2011–12             | Giải bóng đá hạng nhất quốc gia Slovakia | 7            | 0            | 0       | 0         | –        | –         | 7         | 0         |
| Dynamo České Budějovice | 2012–13             | Czech First League                       | 15           | 3            | 0       | 0         | –        | –         | 15        | 3         |
| Zbrojovka Brno          | 2012–13             | Czech First League                       | 8            | 0            | 0       | 0         | –        | –         | 8         | 0         |
| Zbrojovka Brno          | 2013–14             | Czech First League                       | 24           | 6            | 0       | 0         | –        | –         | 24        | 6         |
| Zbrojovka Brno          | 2014–15             | Czech First League                       | 12           | 4            | 0       | 0         | –        | –         | 12        | 4         |
| Kalloni                 | 2015–16             | Superleague Hy Lạp                       | 15           | 1            | 3       | 1         | –        | –         | 18        | 2         |
| Slovan Liberec          | 2016–17             | Czech First League                       | 7            | 0            | 1       | 2         | 2        | 0         | 10        | 2         |
| Bohemians 1905          | 2016–17             | Czech First League                       | 9            | 2            | 0       | 0         | –        | –         | 9         | 2         |
| SKA-Khabarovsk          | 2017–18             | Premier Liga                             | 17           | 4            | 1       | 1         | –        | –         | 18        | 5         |
| Tổng cộng sự nghiệp     | Tổng cộng sự nghiệp | Tổng cộng sự nghiệp                      | 200          | 45           | 5       | 4         | 2        | 0         | 207       | 49        |